# 塔伊森林伊波拉病毒
塔伊森林伊波拉病毒（Taï Forest ebolavirus）舊稱象牙海岸伊波拉病毒、EBOV-CI、EBOV-IC、ICEBOV與CIEBOV等，是絲狀病毒科伊波拉病毒屬的一種病毒，僅包含塔伊森林病毒（TAFV）一個病毒株，得名自其發現地象牙海岸的塔伊國家公園。此病毒曾造成一起人類感染事件，為1994年在塔伊國家公園工作的一位34歲的獸醫，在解剖西部黑猩猩時被感染，出現發燒、噁心、腹痛等症狀，經治療後康復，後續研究發現該黑猩猩的群體已有數隻黑猩猩因伊波拉出血熱死亡。此後未再有塔伊森林病毒感染人類的報導。
1995年此病毒被發表為伊波拉病毒的新毒株。2000年被稱為象牙海岸伊波拉病毒，2010年正式定名為塔伊森林伊波拉病毒。